# 神戸市営地下鉄北神線
北神線（ほくしんせん）は、兵庫県神戸市中央区の新神戸駅から同市北区の谷上駅までを結ぶ神戸市営地下鉄の路線である。神戸国際港都建設法および都市計画法等に基づく都市高速鉄道としての名称は「都市高速鉄道7号北神線」。ラインカラーは     茶色。
駅番号を構成する路線記号はSで、番号は直通運転している西神・山手線と一体で振られている。西神・山手線の駅には緑地に白抜き（ S ）で駅番号が描かれているが、北神線は白地に縁と文字のみが緑色（ S ）で描かれている。

## 概要
神戸電鉄有馬線から神戸市中心部への短絡ルートとして建設され、1988年4月2日に北神急行電鉄北神線として開業した。谷上駅付近を除く全線が六甲山地を貫く全長7,276mの「北神トンネル」となっている。このトンネルは1997年に北越急行ほくほく線が開業するまでは、JR線以外の日本の鉄道で最長の山岳トンネルであった。トンネルの建設に際しては自治体は出資せず、阪急電鉄と日本鉄道建設公団の折半によって行われた。なお、北神トンネルとほぼ並行して新神戸トンネル有料道路が神戸市によって建設されている（1976年5月15日開通、2012年に神戸市道路公社から阪神高速道路に移管され阪神高速32号新神戸トンネルとなった）。
北神線を建設するにあたり、直通先の地下鉄新神戸駅（当時は仮称布引駅）の建設予定地が変更された。当初の地下鉄新神戸駅を山陽新幹線新神戸駅とほぼ並行する位置に建設する計画は、現在でも市営バス路線では混雑状態にある青谷・王子動物園方面への延伸の可能性を考慮したものである。また、山陽新幹線の直下を掘ることになり、国鉄から「構造計算上、新幹線新神戸駅を2mm以上沈下させてはならない」という厳しい条件を課せられた工事でもあった。
急勾配・短距離の路線であるため、車両の電気ブレーキが利かなくなる（回生失効）ことをなくす必要があり、車両の電気ブレーキで発電された回生電力を駅照明・駅務機器に利用できるようなシステムが当初より採用されている。
1995年1月17日の阪神・淡路大震災では大きな被害はなく、翌18日には運行を再開し、この時点でまだ不通であった他の鉄道路線などに代わり、大阪その他日本各地から神戸市都心部へ直結する唯一の交通機関としての機能を果たした（福知山線#阪神・淡路大震災時の迂回路としても参照）。
しかしながら距離の割に運賃が高く、メインターゲットとなる神戸電鉄有馬線と神戸市営地下鉄西神・山手線が別事業者であるが故に、両線と跨って利用する場合は結果的にさらに高額となり輸送量が伸び悩む。建設費（先述の日本鉄道建設公団のP線方式による）の金利負担が重くなって経営が苦しくなり、2002年4月1日に鉄道施設を神戸高速鉄道に譲渡し、神戸高速鉄道が第三種鉄道事業者、北神急行電鉄が第二種鉄道事業者に変更された。営業や運行は引き続き北神急行電鉄により行われ、2010年には神戸高速鉄道の他線も同様の形態となった。なお、神戸高速鉄道が20年間北神線の鉄道施設を保有した後、残資産及び残債務はすべて阪急電鉄が引き継ぐことになっていた。
2018年12月27日には神戸市北区における郊外開発や地域振興、人口増加を図ることを目的に北神急行電鉄の事業を神戸市交通局が譲り受け、北神線を市営化して相互直通運転を行っている神戸市営地下鉄西神・山手線の一部にすることで運賃を値下げしたい意向が神戸市にあると報じられ、神戸市の久元喜造市長と阪急電鉄の杉山健博社長が会見した上で北神急行電鉄の事業譲渡について協議を開始すると発表された。
そして2019年3月29日には、遅くとも2020年10月1日までに「神戸市交通局が阪急電鉄グループが保有する北神急行線にかかる資産等の譲渡を受ける」ことおよび「北神急行線と市営地下鉄の一体的運行」を実施することにつき、基本合意が成立したことが神戸市から発表された。これを受けてマスコミ各社は「市営化」と報道した。
神戸新聞によると「駅や車両、トンネルなど北神急行に関係する資産（簿価約400億円）」が譲り受けの対象とされているため、当初20年間とされていた神戸高速鉄道による保有は予定を繰り上げて終了することになる。
2020年3月4日には、北神急行電鉄から神戸市への北神線の第二種鉄道事業の譲渡が、神戸高速鉄道から神戸市への同線の第三種鉄道事業の譲渡とともに国土交通大臣に認可された。これに伴い、同年6月1日に北神急行電鉄の路線から神戸市営地下鉄の路線となり、「神戸市営地下鉄北神線」となった。譲受により神戸市が第二種鉄道事業の許可及び第三種鉄道事業の許可を取得することとなったため、神戸市は第一種鉄道事業の許可を受けたものとみなされた。なお、北神急行電鉄の運行に携わる社員は神戸電鉄鉄道事業本部北神営業部に移籍し、神戸電鉄が北神線の運行業務を受託している。

### 路線データ
- 管轄：神戸市交通局（第一種鉄道事業者）
- 路線距離（営業キロ）：7.5 km
- 軌間：1,435 mm
- 駅数：2駅（途中駅なし）
- 複線区間：全線
- 電化区間：全線電化（直流1,500 V・架空電車線方式）
- 閉塞方式：車内信号方式
- 保安装置：CS-ATC・ATO
- 最高速度：75 km/h[1]
- 最急勾配：33.3 ‰
- 建設主体：日本鉄道建設公団（現 独立行政法人 鉄道建設・運輸施設整備支援機構）

## 運行形態
全列車が西神・山手線に直通運転しており、一体的に運行されている。北神線のみの運転はない。北神線の列車はほとんどが西神・山手線終点の西神中央駅まで直通しているが、一部は名谷駅までの運転となる。谷上駅で接続している神戸電鉄線とは軌間が異なるため直通運転は行われていないが、基本的に谷上駅で谷上行きは三田方面行きに、谷上駅発は新開地方面行きから、それぞれ短時間で接続するようダイヤは調整されている。
- 新神戸 - 谷上間
  - 平日：朝7 - 9分間隔、昼15分間隔、夕方6 - 12分間隔。
  - 土曜・休日：朝12分間隔、昼15分間隔、夕方15分間隔。

昼間の運転頻度は1時間に4本であり、名古屋市営地下鉄上飯田線と並び、日本で最も運転頻度の少ない地下鉄路線である。
開業当初から新神戸駅で乗務員の交代が行われているが、神戸市交通局に移管後は北神線の運行業務を神戸電鉄に委託しているため、現在は北神線では神戸電鉄の運転士が乗務している。また、開業当初からワンマン運転を実施しており、車掌は乗務していない（西神・山手線内では車掌が乗務するが、同線でも将来ワンマン運転を開始する予定である）。

## 女性専用車両

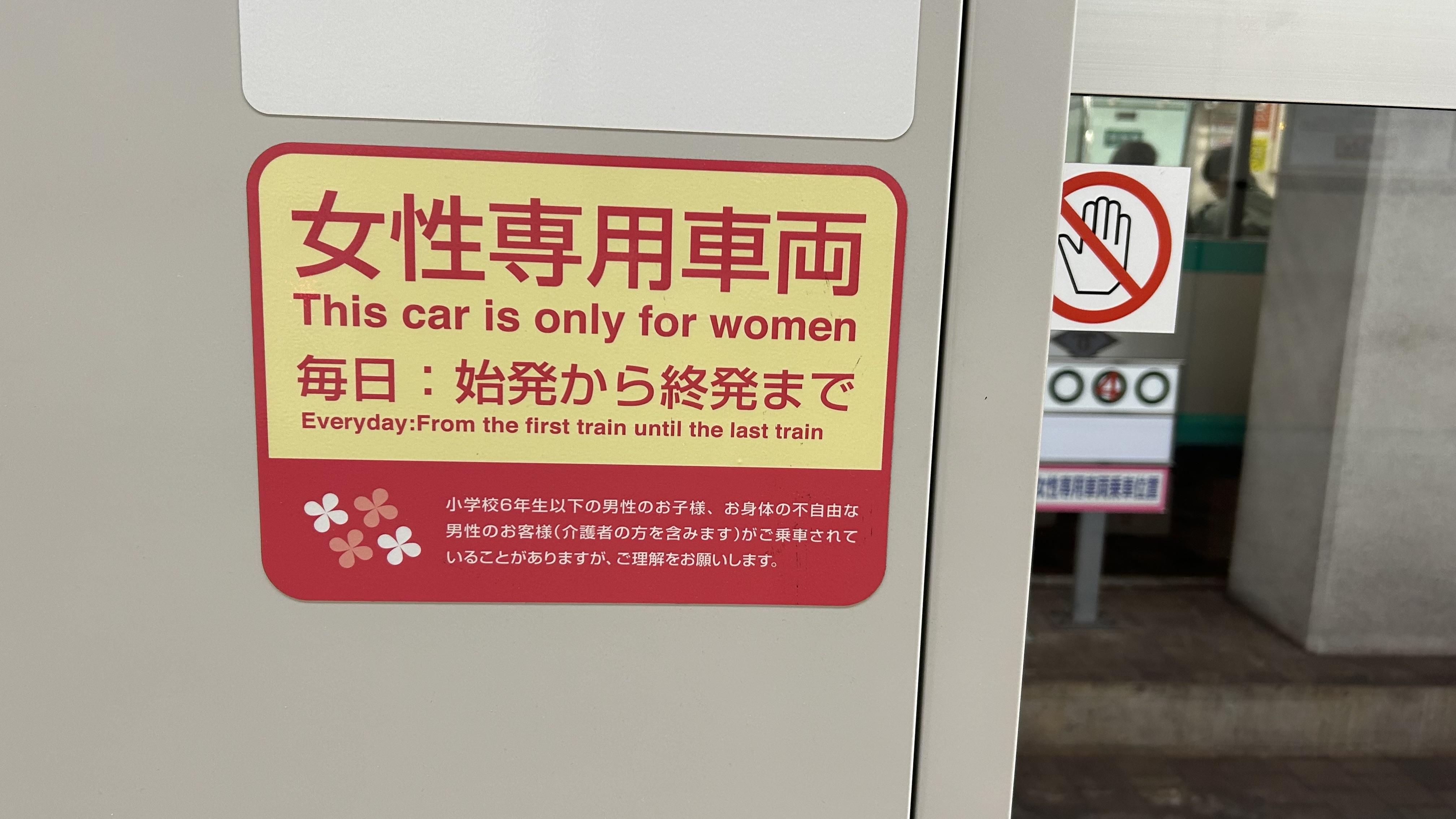
女性専用車両案内

2002年（平成14年）12月16日より、西神・山手線の区間も含め、谷上方から3両目（4号車）は毎日終日女性専用車両に設定されている。毎日終日設定は日本初の事例である。
| 女性専用車両                     |   |   |   |   |   |
| ← 谷上新神戸 →                   |   |   |   |   |   |
| \| 6 \| 5 \| 4 \| 3 \| 2 \| 1 \| |   |   |   |   |   |
| 6                                | 5 | 4 | 3 | 2 | 1 |

## 車両
全車両共に西神・山手線と共通である。
- 6000形：2019年2月16日営業運転開始[16]。

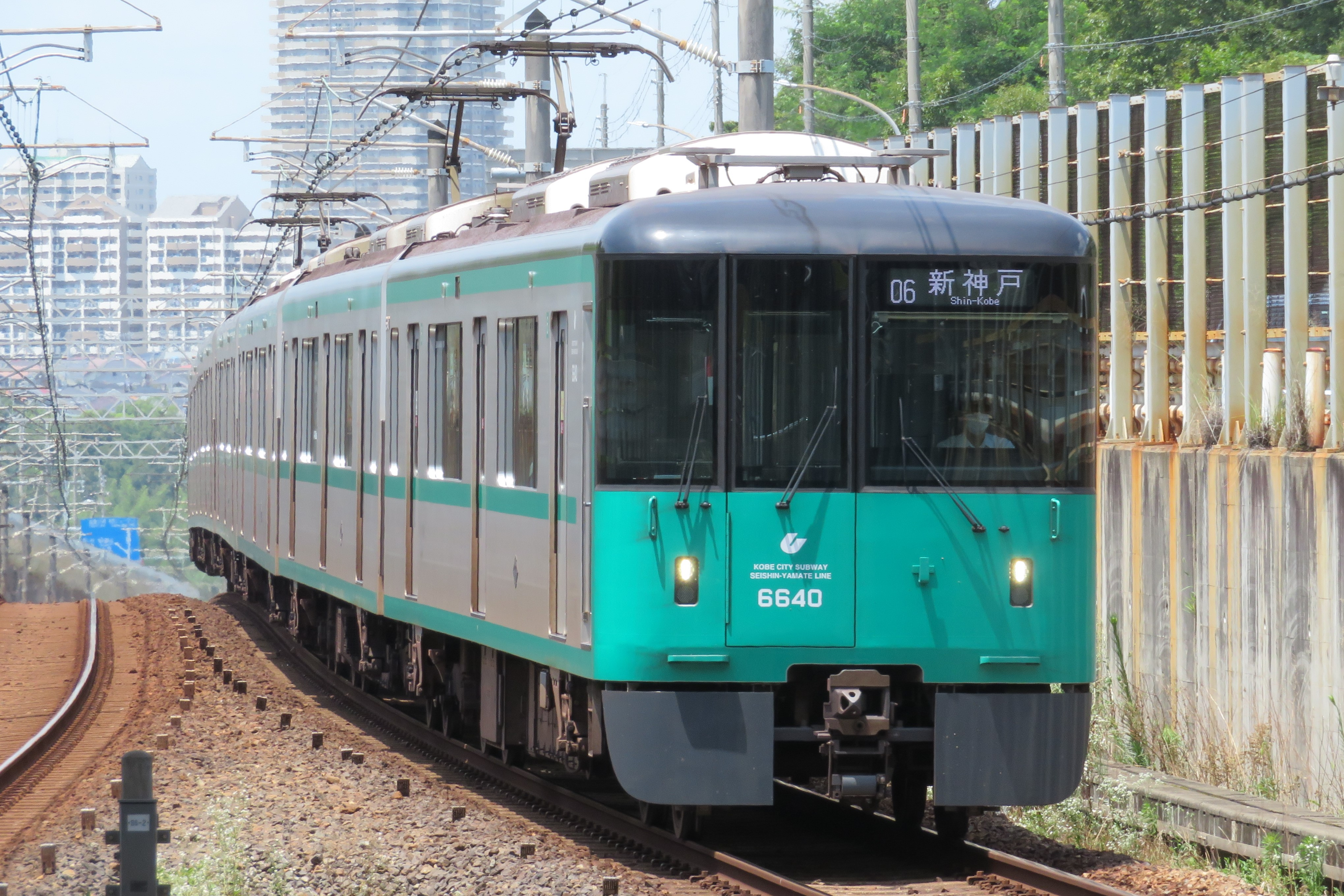
6000形

### 過去の車両
- 1000形：1977年3月13日営業運転開始。2023年8月17日定期運用終了[17]。
- 2000形：1988年2月26日営業運転開始。2022年3月営業運転終了[18]。
- 3000形：1993年3月20日営業運転開始。2021年7月24日営業運転終了[19][20]。
- 7000系：1988年4月2日営業運転開始。2020年5月まで北神急行電鉄に在籍。全車両7000-A系または7000-C系に更新。2023年8月17日定期運用終了[17]。

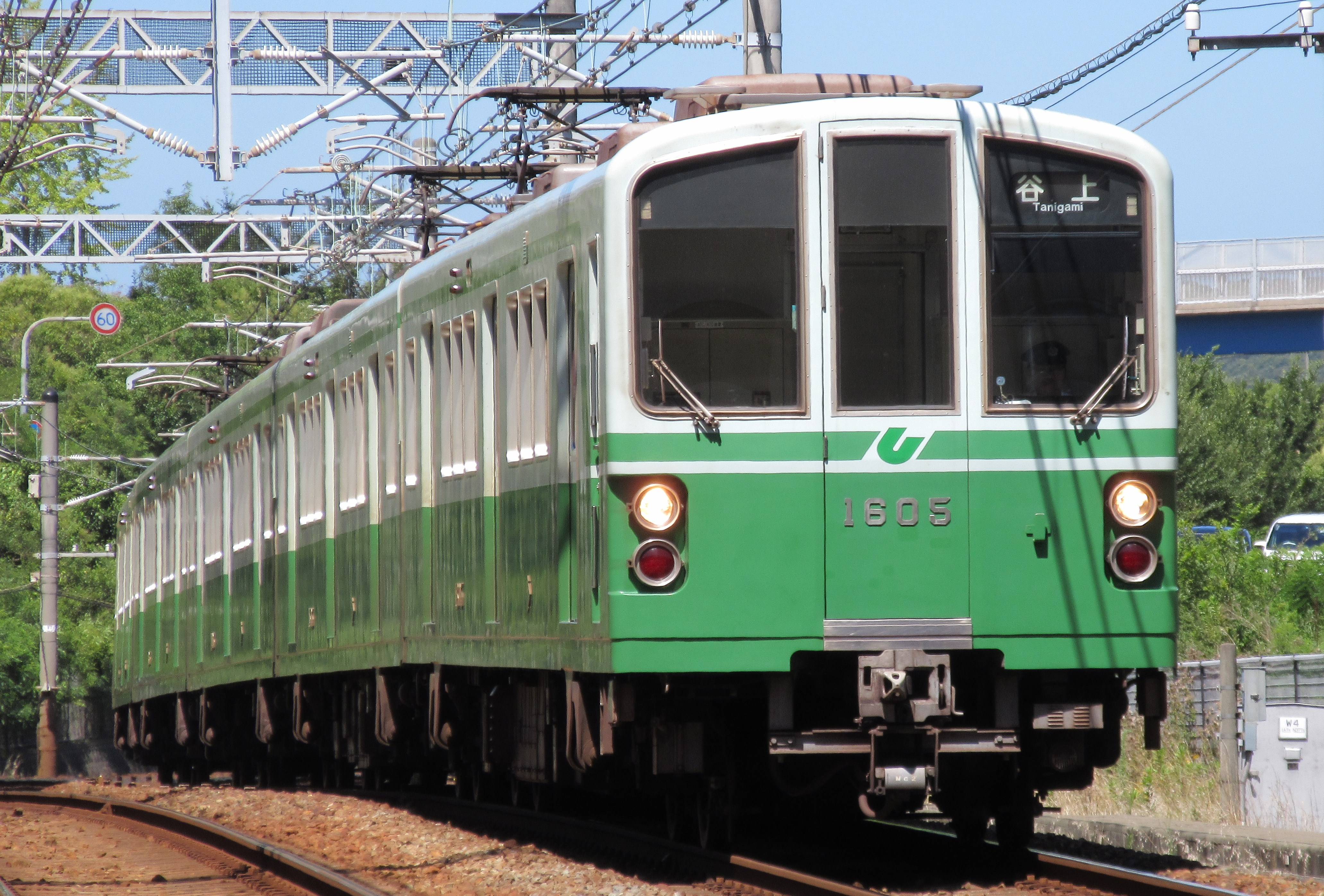
1000形
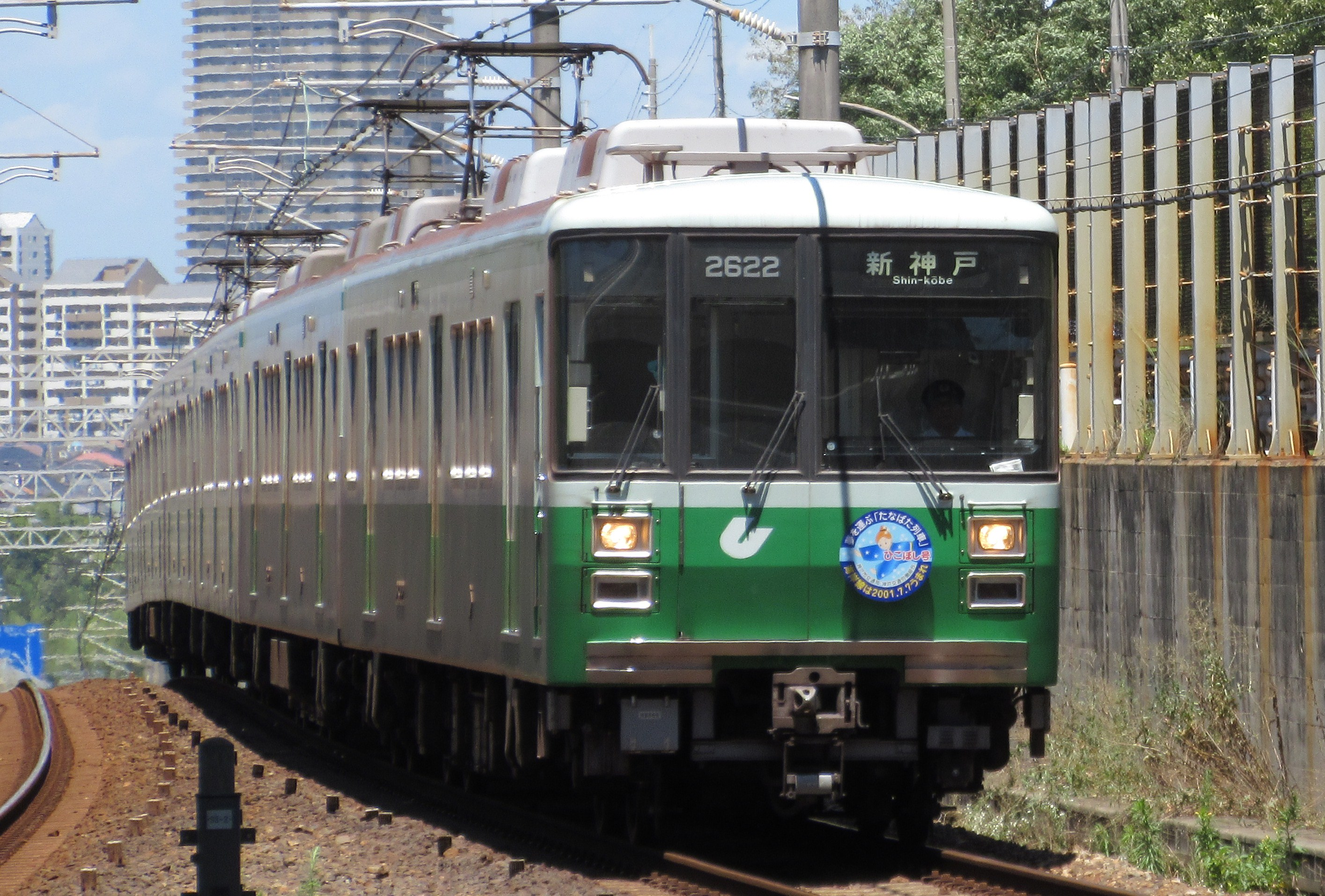
2000形
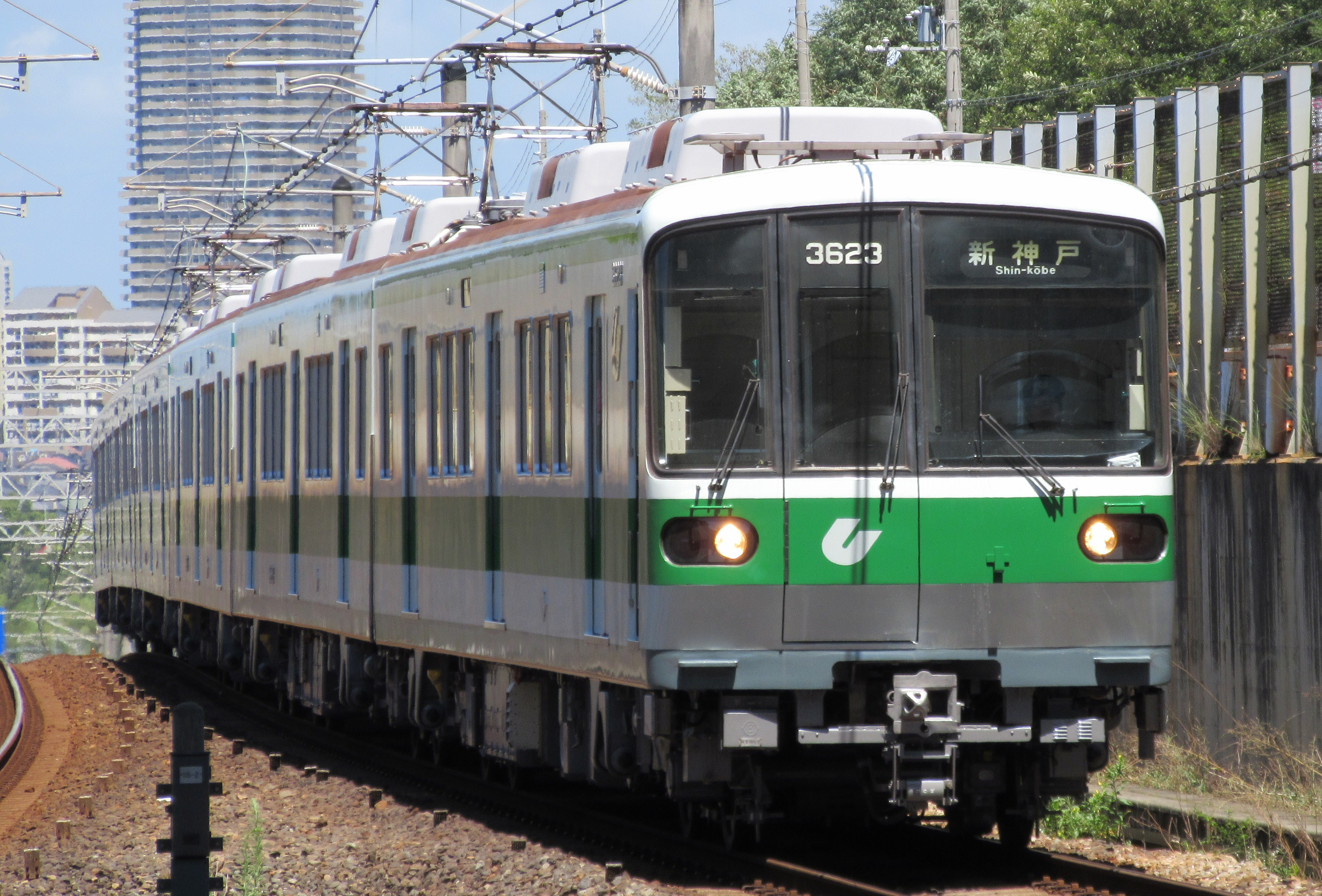
3000形
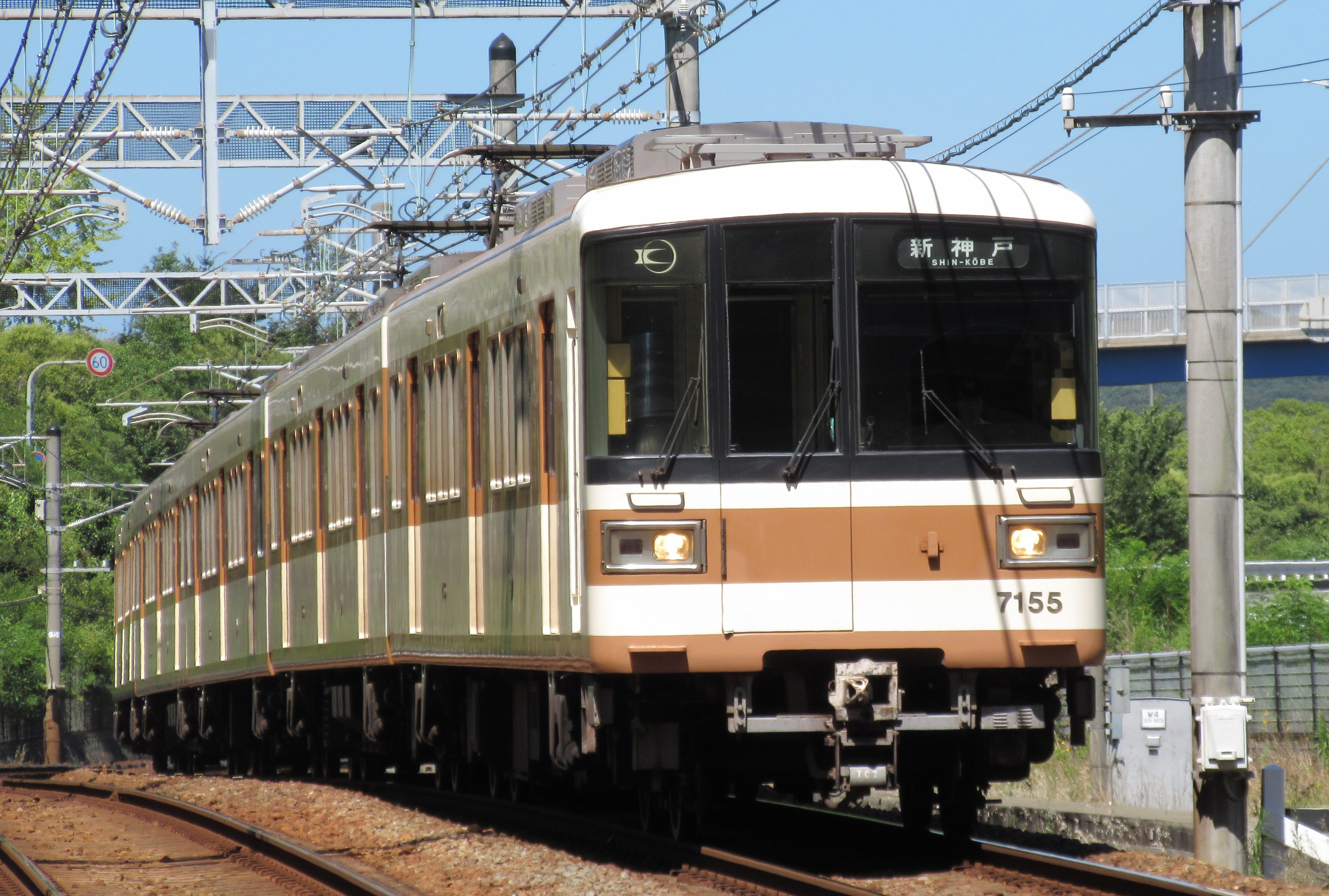
7000系

## 歴史
- 1988年（昭和63年）4月2日：北神急行電鉄北神線として新神戸 - 谷上間が開業[2]。神戸市営地下鉄西神・山手線と相互直通運転開始[2]。
- 2002年（平成14年）
  - 4月1日：鉄道施設を神戸高速鉄道に譲渡。第二種鉄道事業者へ移行。
  - 12月16日：谷上方前から3両目に日本初の終日女性専用車両を設置。
- 2006年（平成18年）10月1日：PiTaPa・ICOCAの利用が可能に。
- 2011年（平成23年）3月1日：駅構内の喫煙コーナーを廃止し、駅構内を全面禁煙化。
- 2020年（令和2年）
  - 3月4日：国土交通大臣が鉄道事業譲渡譲受を認可[12]。
  - 6月1日：北神急行電鉄が第二種鉄道事業を、神戸高速鉄道が第三種鉄道事業を神戸市に譲渡し、北神線が神戸市交通局に移管[12][21]。神戸市による第一種鉄道事業路線となる[注釈 5]。

## 駅一覧
- 全駅兵庫県神戸市内に所在。
- 駅番号順に記述。正式な起点は新神戸駅。

| 駅番号 | 駅名     | 営業キロ | 接続路線 | 所在地 |
| ------ | -------- | -------- | --- | ------ |
| S01    | 谷上駅   | 0.0      | 神戸電鉄： 有馬線 (KB10) | 北区   |
| S02    | 新神戸駅 | 7.5      | 神戸市営地下鉄： 西神・山手線（直通） 西日本旅客鉄道： 山陽新幹線 神戸リゾートサービス：神戸布引ロープウェイ（ハーブ園山麓駅） | 中央区 |